# Sacrificio di Isacco (Lanzani)
Il Sacrificio di Isacco è un dipinto a olio su tela (237x147 cm) di Andrea Lanzani, di datazione incerta, oggi facente parte della pinacoteca civica di Caravaggio, in Lombardia.

## Storia
Il dipinto fu inventariato nel 1977-78 dalla sovrintendenza ai beni culturali di Milano; in tale data risultava collocato, in condizioni precarie, nell'abside della chiesa di San Giovanni. Come per altre opere presenti in tale edificio, tuttavia, manca una citazione nell'inventario redatto all'atto della soppressione del monastero dei Cistercensi, occorsa nel 1800.
Un restauro successivo ha privato l'opera degli offuscamenti del colore che l'avevano interessata nel corso dei secoli.

## Descrizione e stile
Il quadro raffigura il celebre episodio del sacrificio di Isacco, tratto dalla Bibbia.
La rappresentazione è caratterizzata da un'atmosfera plastica e idilliaca, chiaramente pre-settecentesca, e ciò permette di ricondurre il dipinto ad un'epoca antecedente al viaggio di Lanzani a Vienna.
Una caratteristica tipica dello stile di Lanzani che si ritrova nell'opera è l'utilizzo di colori accesi e brillanti (come gialli, lilla, rosa luminosi); è notevole, da questo punto di vista, l'impiego della lacca nella raffigurazione del drappo svolazzante dell'angelo.
I volti aggraziati del patriarca Abramo, di Isacco e dell'Angelo richiamano uno stile caratteristico dell'ambiente pittorico milanese del primo Seicento; è tuttavia innovativa la libertà formale, contraddistinta da pose dinamiche e colori luminosi. I personaggi risultano collocati lungo una linea spiraleggiante, e la loro tensione dinamica risulta accentuata dai vivaci contrasti chiaroscurali, dalla luce incidente sul corpo di Isacco e dal riverbero argenteo dell'Angelo, nonché dalle ombreggiature presenti sul busto di Abramo.